# María de la Purísima Salvat Romero
Santa María de la Purísima Salvat Romero (20 de fevereiro de 1926 - 31 de outubro de 1998), nascida María Isabel Salvat Romero, era uma freira católica romana espanhola e membro das Irmãs da Companhia da Cruz. Ela assumiu o nome de " María de la Purísima da Cruz " depois de entrar nessa ordem. Romero foi a sucessora de Santa Ângela da Cruz da congregação desta última e era conhecida por sua firmeza no progresso da ordem e em seu papel como servos de Deus e de Seu povo. Romero era conhecida em sua ordem por seu forte compromisso com a defesa do magistério da Igreja.
Ela foi beatificada em 18 de setembro de 2010 em Sevilha e um segundo milagre aprovado em 2015 abriu o caminho para sua eventual canonização. Ela foi proclamada santa em 18 de outubro de 2015. A partir de 2015, com sua morte em 1998, ela continua a ser a santa canonizada mais rápida proclamada como tal nos últimos tempos, com exceção do Papa João Paulo II.

## Vida
María de la Purísima Salvat Romero nasceu em 1926 na Espanha, filho de Ricardo Salvat Albert e Margarita Romero Ferrer, como a terceira de oito filhos.
Foi batizada no dia seguinte com o nome de "Maria Isabel" que lhe foi atribuído na igreja de Nossa Senhora da Conceição, na Rua Goya. Ainda criança, frequentou a escola das Irmãs Irlandesas em Madrid e recebeu a Primeira Comunhão aos seis anos.

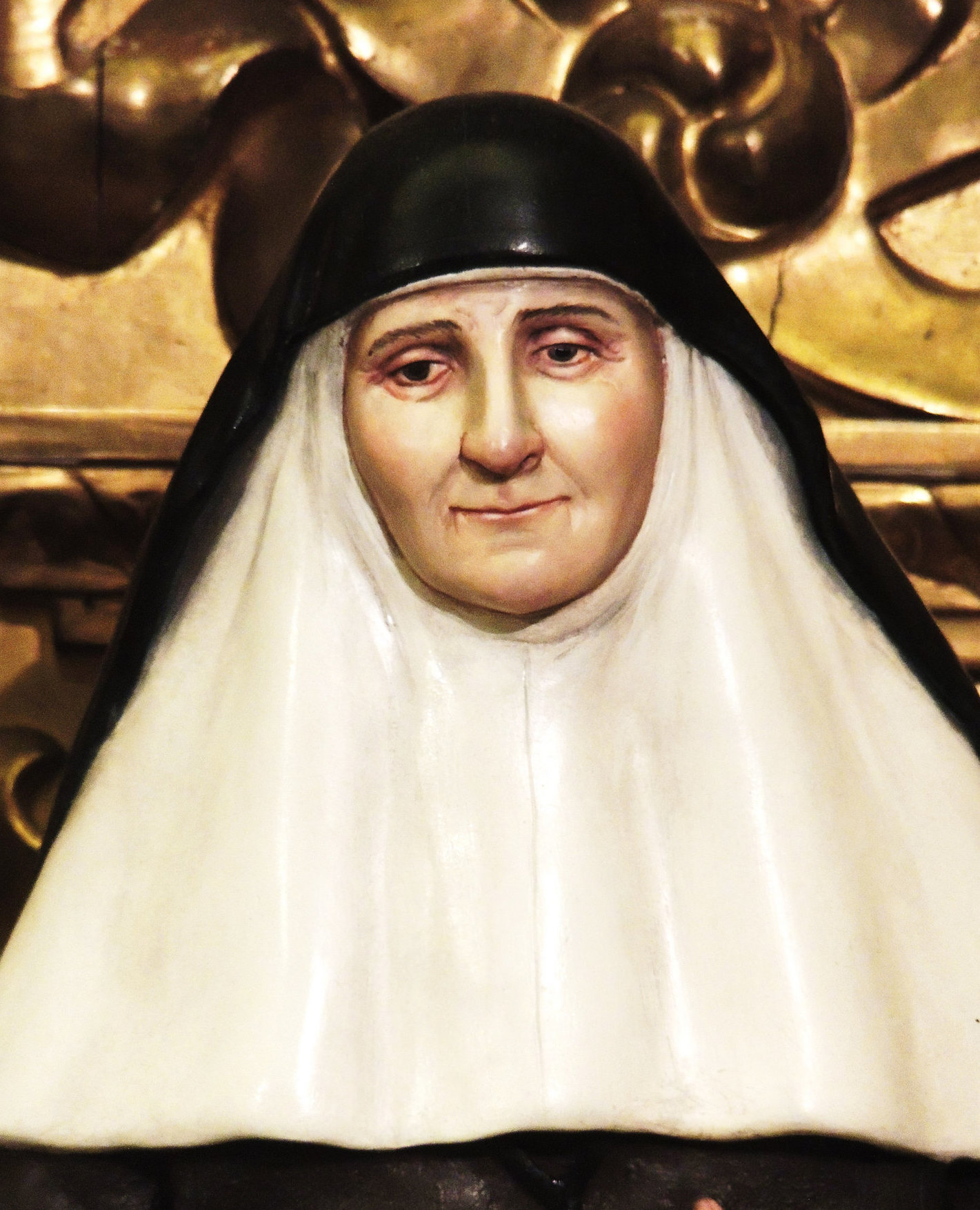
Estátua da Madre Maria de la Purísima na Espanha.

Romero e sua família partiram da Espanha para Portugal de julho de 1936 a 1938, a fim de escapar das perseguições da Guerra Civil Espanhola; eles voltaram após a conclusão do conflito. Durante a sua estadia em Portugal, percebeu que a sua verdadeira vocação era para a vida religiosa. Embora sua mãe tenha aprovado essa decisão, seu pai finalmente tentou suprimir isso, embora mais tarde cedeu ao forte desejo de sua filha.
Romero juntou-se às Irmãs da Companhia da Cruz , fundada por Santa Ângela da Cruz, em 8 de dezembro de 1944 e foi investida no hábito da congregação pela primeira vez em 9 de junho de 1945, também tendo um novo nome para simbolizar este. Romero mais tarde fez seus votos temporários em 27 de junho de 1947 e fez os votos perpétuos em 9 de dezembro de 1952.
Em 1966 foi enviada à Casa Mãe da Congregação em Sevilha, onde, em 1968, foi nomeada Provincial da Casa Mãe. Ela finalmente ascendeu ao cargo de Superiora Geral em 1977 e foi reeleita três vezes, permanecendo no cargo até sua morte.
Durante seu mandato, ela supervisionou a atualização da Constituição enquanto tentava durante seu mandato defender e defender o carisma da congregação. Ela continuou a salvaguardar o carisma, ao mesmo tempo que se concentrava em uma fidelidade renovada à mensagem do Evangelho e ao magistério da Igreja, bem como uma ênfase adicional na devoção mariana e eucarística. Romero também se reunia com os doentes e pobres todas as manhãs, trabalhando incansavelmente por eles, servindo-lhes comida e limpando suas roupas. Em seu papel de Madre Geral, ela participou da beatificação de Ângela da Cruz pelo Papa João Paulo II em 5 de novembro de 1982.
Ela foi diagnosticada com um tumor em 1994 e enfrentou sua doença pelos próximos quatro anos com grande docilidade à vontade de Deus. Romero morreu em Sevilha em 31 de outubro de 1998.

## Canonização

### Processo diocesano e declaração como Venerável
O processo de canonização começou com a declaração de "nihil obstat" (nada contra) em 13 de janeiro de 2004, que lhe conferiu o título de Serva de Deus. A causa foi aberta em Sevilha e o processo local durou de 20 de fevereiro de 2004 até 15 de novembro de 2004. O processo foi validado em 2 de julho de 2005.
A Positio - documentação sobre sua vida de virtude heróica - foi encaminhada à Congregação para as Causas dos Santos em 2006, o que permitiu ao Papa Bento XVI declará-la Venerável em 17 de janeiro de 2009, depois de reconhecer que ela viveu uma vida modelo de virtude heróica - a exigência de obtenção desse título póstumo.

### Beatificação
Um milagre atribuído à sua intercessão foi investigado em nível local, que durou de 4 de novembro de 2005 a 13 de fevereiro de 2006, e foi validado em 13 de dezembro de 2006. O Papa Bento XVI aprovou o milagre em 27 de março de 2010, abrindo caminho para sua beatificação. O milagre envolveu a cura de Ana Maria Rodriguez Casado, que foi curada aos três anos em 2004, depois de estar em estado vegetativo; a menina celebrou sua primeira comunhão na missa de beatificação.
O cardeal Angelo Amato celebrou a beatificação em 18 de setembro de 2010.

### Canonização
Um segundo milagre atribuído à sua intercessão foi investigado e validado em 13 de dezembro de 2013. Foi submetido a um escrutínio cuidadoso num processo local em 2013 e procedeu a uma decisão unânime e positiva por parte do conselho de administração da MCAL em Roma a 6 de novembro de 2014; também recebeu a aprovação unânime dos teólogos em 20 de janeiro de 2015 e da Congregação María de la Purísima Salvat Romero para as Causas dos Santos em 12 de fevereiro de 2015. Em 5 de maio de 2015, o Papa Francisco aprovou o milagre, que permitiu que ela fosse canonizada. Foi marcada uma data para sua canonização; foi decidido em consistório em 27 de junho de 2015 e ela foi canonizada como santa da Igreja Católica em 18 de outubro de 2015.

### Festa
Em 2010, por ocasião da sua beatificação, foi anunciado que a sua festa seria celebrada anualmente no dia 31 de outubro.
Em 14 de agosto de 2015, antes da canonização, foi anunciado que a Congregação para o Culto Divino e a Disciplina dos Sacramentos - em consulta com a Arquidiocese de Sevilha - designou 18 de setembro (data de sua beatificação) como a festa oficial de Romero em vez de 31 de outubro.